# طقس

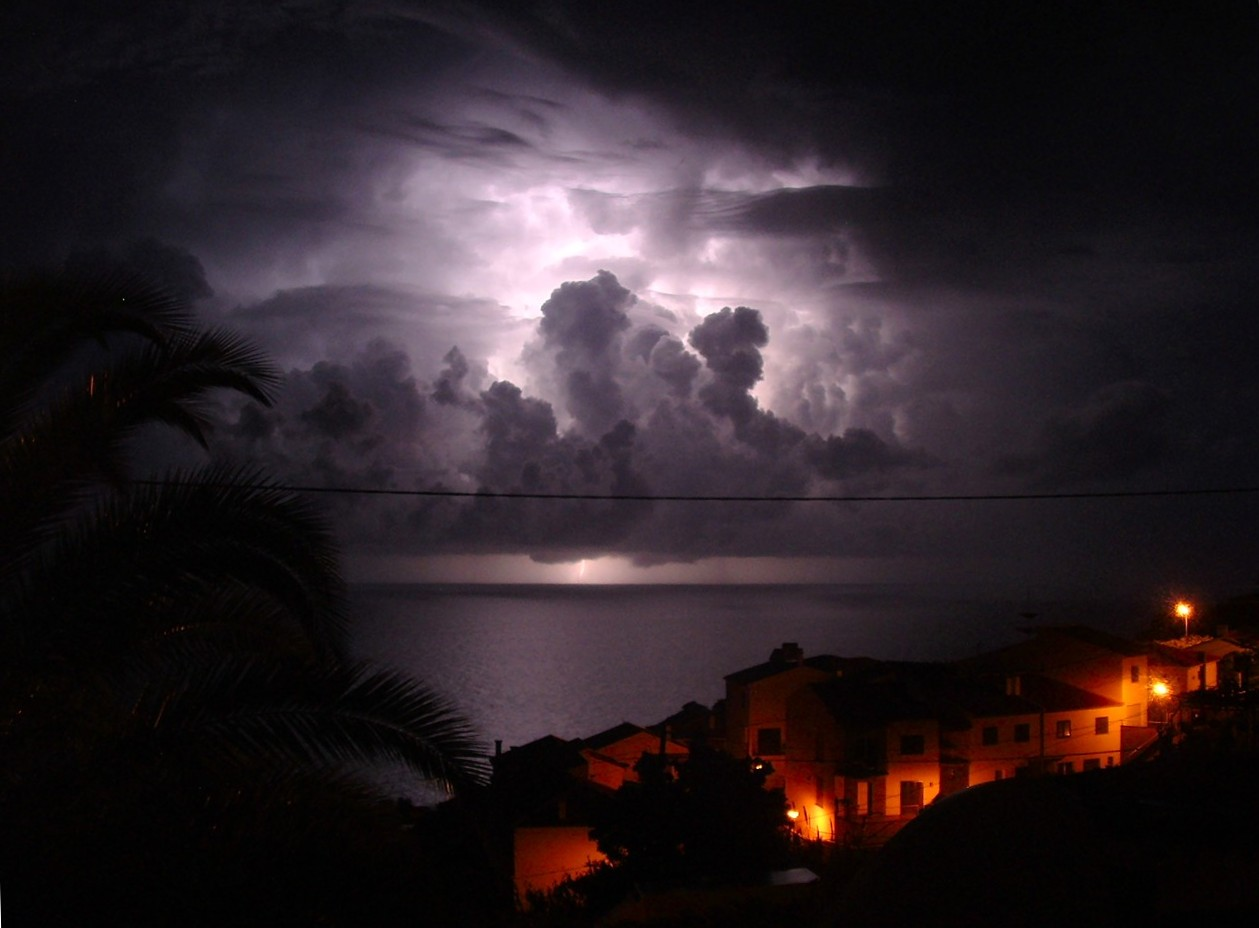
عاصفة رعدية تخيم على إحدى الأماكن

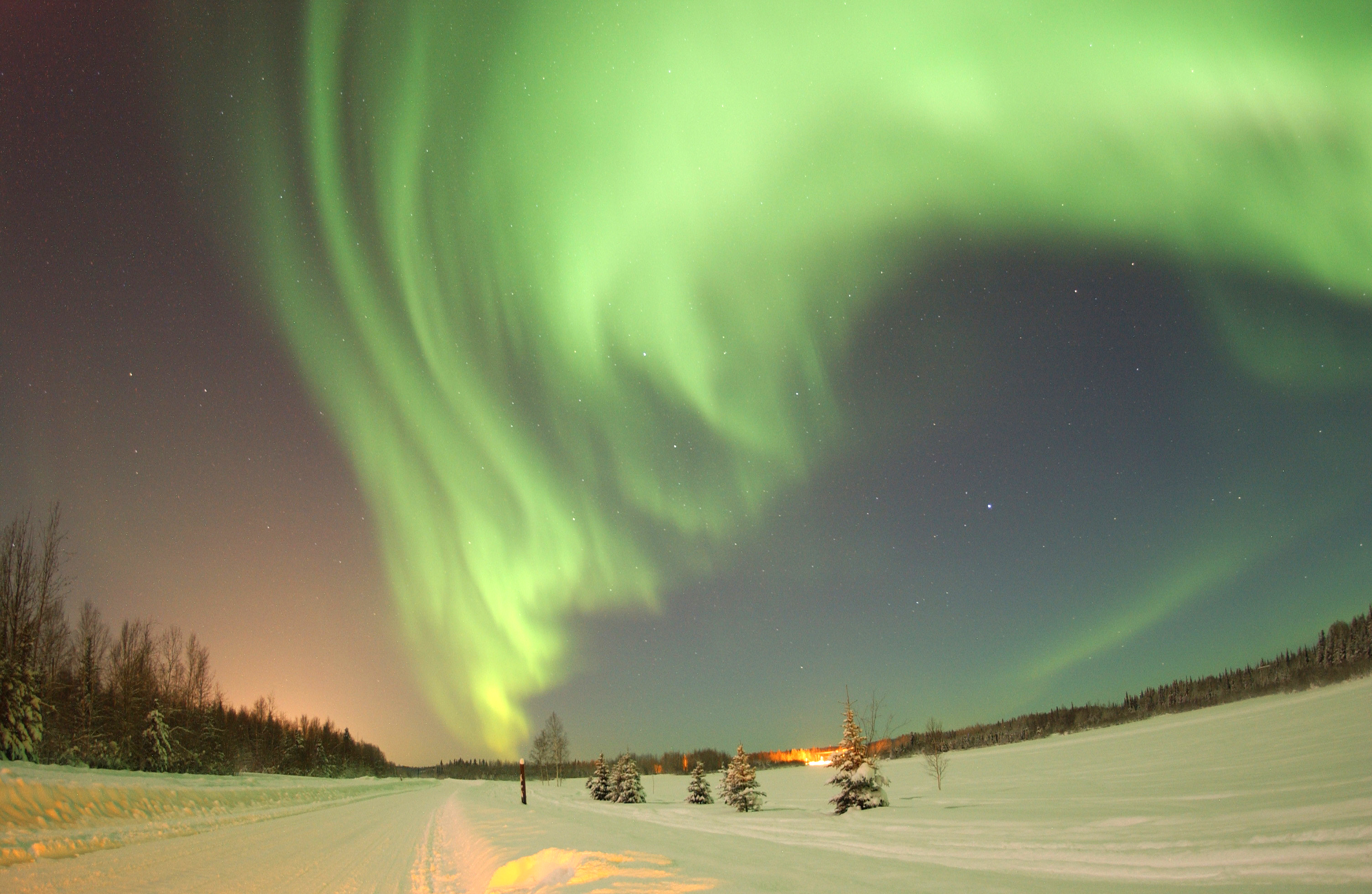
الشَفَق القطبي الشمالي

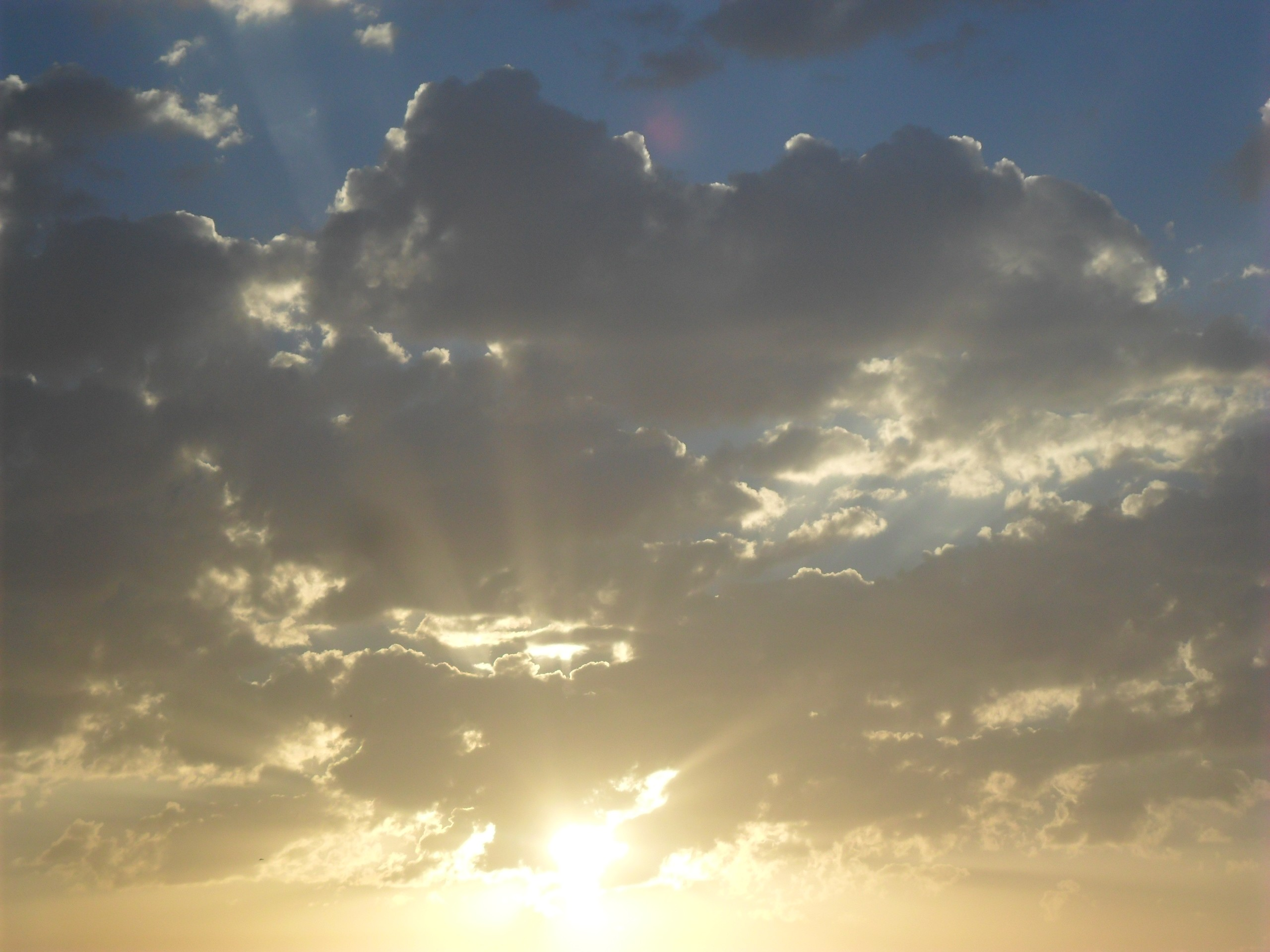
انتشار الغيوم في فصل الشتاء لبعض المناطق بشبه الجزيرة العربية.

الطقس أو الجو هو حالة الغلاف الجوي، ويصف على سبيل المثال الدرجة التي يكون فيها الجو حارًا أو باردًا، رطبًا أو جافًا، هادئًا أو عاصفًا، صافيًا أو غائمًا. على الأرض، تحدث معظم الظواهر الجوية في الطبقة الدنيا من الغلاف الجوي للكوكب، التروبوسفير، تحت الستراتوسفير مباشرة. يشير الطقس إلى درجة الحرارة اليومية وهطول الأمطار وظروف جوية أخرى، في حين أن المناخ هو مصطلح لحساب متوسط الظروف الجوية على مدى فترات زمنية أطول. عندما تستخدم كلمة «الطقس» دون أي شروط، فإن المفهوم عمومًا أنها تعني طقس الأرض.
يتأثر الطقس باختلاف ضغط الهواء ودرجة الحرارة والرطوبة بين مكان وآخر. يمكن أن تحدث هذه الاختلافات بسبب زاوية الشمس في أي نقطة محددة، والتي تختلف باختلاف خط العرض. يؤدي الاختلاف الكبير في درجات الحرارة بين الهواء القطبي والاستوائي إلى حدوث دورانات في الغلاف الجوي على نطاق واسع مثل: خلية هادلي، وخلية فيريل، والخلية القطبية، والتيار النفاث. تنتج أنظمة الطقس في خطوط العرض الوسطى، مثل الأعاصير خارج المدارية، عن عدم استقرار تدفق التيار النفاث. نظرًا لأن محور الأرض مائل بالنسبة إلى مستواه المداري (يسمى دائرة الكسوف)، فإن ضوء الشمس يسقط بزوايا مختلفة في أوقات مختلفة من العام. تتراوح درجات الحرارة على سطح الأرض عادةً بين ±40 درجة مئوية (−40 درجة فهرنهايت إلى 104 درجة فهرنهايت) سنويًا.  على مدى آلاف السنين، يمكن أن تؤثر التغيرات في مدار الأرض على كمية وتوزيع الطاقة الشمسية التي تصل إلى الأرض، وبالتالي تؤثر على المناخ على المدى الطويل وتغير المناخ العالمي.
تسبب الاختلافات في درجة حرارة السطح بدورها اختلافات في الضغط. تعتبر الارتفاعات الأعلى أبرد من الارتفاعات المنخفضة، حيث أن معظم تسخين الغلاف الجوي يرجع إلى ملامسة سطح الأرض بينما تكون الخسائر الإشعاعية في الفضاء ثابتة في الغالب. التنبؤ بالطقس هو تطبيق العلم والتكنولوجيا للتنبؤ بحالة الغلاف الجوي لفترة مستقبلية وموقع معين. نظام طقس الأرض هو نظام فوضوي؛ نتيجة لذلك، يمكن أن تتطور التغييرات الصغيرة في جزء واحد من النظام ليكون لها تأثيرات كبيرة على النظام ككل. حدثت محاولات بشرية للسيطرة على الطقس عبر التاريخ، وهناك أدلة على أن الأنشطة البشرية مثل الزراعة والصناعة قد عدلت أنماط الطقس.
كانت دراسة كيفية عمل الطقس على الكواكب الأخرى مفيدة في فهم كيفية عمل الطقس على الأرض. من المعالم الشهيرة في النظام الشمسي، البقعة الحمراء العظيمة للمشتري، وهي عاصفة مضادة للإعصار معروفة بوجودها منذ 300 عام على الأقل. من ناحية ثانية، لا يقتصر الطقس على الأجسام الكوكبية. تضيع هالة النجم باستمرار في الفضاء، مما يخلق ما هو في الأساس غلاف جوي رقيق للغاية في جميع أنحاء النظام الشمسي. تعرف حركة الكتلة المقذوفة من الشمس باسم الرياح الشمسية.

## تشكيل كوكب الأرض
الطقس هو أحد العمليات الأساسية التي تشكل الأرض. تعمل عملية التعرية الجوية على تكسير الصخور والتربة إلى أجزاء أصغر ثم إلى المواد المكونة لها. أثناء هطول الأمطار، تمتص قطرات الماء ثاني أكسيد الكربون من الهواء المحيط وتذيبه. يؤدي هذا إلى جعل مياه الأمطار حمضية قليلًا، مما يدعم خصائص التآكل للمياه. تصبح الرواسب والمواد الكيميائية المنبعثة غير مقيدة وتشارك في التفاعلات الكيميائية التي يمكن أن تؤثر على السطح بشكل أكبر (مثل المطر الحمضي)، وأيونات الصوديوم والكلوريد (الملح) المترسبة في البحار/المحيطات. قد تتحول الرواسب في الوقت المناسب وبواسطة القوى الجيولوجية إلى صخور وتربة أخرى. بهذه الطريقة، يلعب الطقس دورًا رئيسيًا في تآكل سطح الأرض.

## أربعة عناصر تتفاعل مع الوقت لتنتج الظواهر الطبيعية
1. الضغط الجوي.
2. درجة الحرارة.
3. رطوبة الغلاف الجوي (الرطوبة).
4. الرياح.

هذه العناصر هي نفسها متأثرة ب 5 عوامل هي:
1. خط العرض.
2. الارتفاع.
3. الغطاء النباتي.
4. تيارات المحيط.
5. توزع اليابسة والبحيرات.

## ظواهر طبيعية
- عاصفة رعدية
- السحابة الخارقة
- برق
- برق الغلاف الجوي العلوي
- رعد
- طرناد
- إعصار
- شاهقة مائية
- إعصار استوائي
- عاصفة ثلجية
- دمق
- عاصفة جليدية
- عاصفة رملية
- سحاب
- دوامة هوائية
- عفريت الغبار
- إعصار التايفون
- الشفق القطبي
- نوء الوسم
- المطر
- رياح موسمية
- بَرَد (هطول)
- هطول
- الثلج
- الصقيع
- دردور
- دردور هائلة
- جليد
- قوس المطر
- ريح
- التيار الساحب
- شرر القديس إلمو
- بروق قطاطمب
- هار
- عاصفة ثلجية
- هبوب

## وصلات خارجية
- خدمة الطقس من بي بي سي